# Великий, Юрий Юрьевич
Ю́рий Ю́рьевич Вели́кий (укр. Юрій Юрійович Великий; род. 5 июня 1980, Котовск, Одесская область) — украинский комик, пародист, юморист
, актёр «Студии Квартал-95» с 2019 года (участник с 2009), пародист президента Владимира Зеленского и других известных людей Украины, России и Беларуси, бывший участник дуэта «Братья Шумахеры» (2005—2019).

## Биография
Юрий Великий окончил школу № 6 в 1997 году в Подольске. Мать — Лариса Николаевна Великая (род. 28 августа 1946) — инженер-технолог, работала в госнадзоре. Отец — Юрий Михайлович Великий (род. 23 октября 1944).
С 12 лет Юрий мечтал стать юристом. В 1997 году, приехав к старшей сестре в Одессу, поступил на юридический факультет в Одесского национального морского университета. В 2002 году он окончил Одесский национальный морской университет по специальности морское право, в 2006 там же получил ещё одну специальность — управление морским транспортом. В университете он познакомился с Сергеем Цвиловским, который играл в университетской команде КВН «Флибустьеры».
Юрий и Сергей вместе играли в командах КВН «Флибустьеры» и «Новая реальность», затем, в 2005 они образовали дуэт «Братья Шумахеры», где у Юрия был псевдоним Урмас Шумахер, а у с Сергея — Франц Шумахер. С 16 декабря 2005 года по 2008 год они вместе делали шоу «Comedy Morgan» на ТРК «Глас» в Одессе.
С 2009 года Юрий является автором и участником студии «Квартал-95», сначала в составе дуэта Братья Шумахеры, затем самостоятельно.
Был участником и автором юмористических телепроектов Украины: «Бойцовский клуб», «Киев Вечерний», «Вечерний квартал» студии «Квартал 95» и «Шоу Братьев Шумахеров» на канале «Украина».
31 марта 2019 года дуэт распался, Сергей Цвиловский переехал на ПМЖ в США.
В 2019 году Юрий вернулся в «Вечерний квартал», где делал пародии на президента Украины Владимира Зеленского, а также различных политиков и артистов Российской Федерации.
В начале января 2024 года, после скандального новогоднего концерта студии «Квартал-95», где Юрий вместе с Ириной Гатун произнёс название украинского города Скадовск, находящегося под контролем России, как «Сиськадовськ», оба они были внесены в список украинского сайта «Миротворец». Позже на своём Youtube-канале Юрий извинился за этот инцидент.

## Ютуб
Актёр ведёт одноимённый канал на Youtube, где пародирует различных политиков и медийных личностей (после начала российского военного вторжения на Украину — в основном российских).

## Озвучка мультфильмов
- 2013 — «Сказочная Русь» — Геша Харьковский, Луцик, Пан Парубий и остальные.
- 2014 — «Мультибарбара».

## Телевидение
- Высшая лига КВН
- Comedy Morgan
- «Бойцовский клуб»
- «Киев Вечерний»
- «Вечерний квартал»
- «Шоу Братьев Шумахеров»
- 2013 — новогодний фильм 1+1 дома
- «Что? Где? Когда?»
- Украинский «Брейн ринг»[17]
- В гостях у Арестовича
- Бункер — Владимир Путин, Игорь Гиркин, русский солдат Иван Йобтонах[18] (Ваня)